# Félix Sánchez
Félix Sánchez (ur. 30 sierpnia 1977 w Nowym Jorku) – dominikański lekkoatleta specjalizujący się w biegu na 400 metrów przez płotki, mistrz olimpijski z Aten i Londynu (a także uczestnik igrzysk olimpijskich w Pekinie), mistrz świata z Edmonton oraz z Paryża, wicemistrz z Osaki.
Mimo że urodził się w Stanach Zjednoczonych Ameryki, to od 1999 roku reprezentował Dominikanę, gdyż jego rodzice pochodzili z tego kraju. W 2002 wygrał wszystkie 7 biegów Złotej Ligi i dostał w nagrodę milion dolarów.

## Rekordy życiowe
- Bieg na 400 metrów przez płotki – 47,25 s (2003) rekord Dominikany
- Bieg na 400 metrów przez płotki (hala) – 48,78 s (2012) halowy rekord świata[potrzebny przypis]
- Bieg na 100 metrów – 10,45 s (2005)
- Bieg na 200 metrów – 20,87 s (2001)
- Bieg na 400 metrów – 44,90 s (2001) były rekord Dominikany[2]
- Bieg na 500 metrów (hala) – 1:05,00 s (2001)

## Sukcesy

### Igrzyska Olimpijskie
- Ateny 2004 – 47,63 s – złoto
- Londyn 2012 – 47,63 s – złoto

### Mistrzostwa Świata
- Edmonton 2001 – 47,49 s – złoto
- Paryż 2003 – 47,25 s – złoto
- Osaka 2007 – 48,01 s – srebro
- Berlin 2009 – 50,11 s – 8. miejsce
- Moskwa 2013 – 48,22 s – 5. miejsce

W 2003 zwyciężył w Światowym Finale IAAF oraz w Igrzyskach panamerykańskich. W 2002 podczas Pucharu Świata w Lekkoatletyce rozegranego w Madrycie Sanchez biegł na pierwszej zmianie sztafety 4 x 400 metrów, która zwyciężyła w biegu. Była to reprezentacja Ameryki (bez USA, które wystawiają osobną reprezentację), a oprócz Sancheza biegło dwóch Jamajczyków oraz Alleyne Francique z Grenady.